# El Chojin
Domingo Edjang Moreno, més conegut com El Chojin (pronunciat / Choyín /, nom del déu de la saga d'anime Urotsukidōji), és un intèrpret i compositor de rap nascut el 1977 a Torrejón de Ardoz, a la província de Madrid. És conegut pel seu estil "rap consciència", on entre d'altres, rebutja la violència, les drogues i l'alcohol.

## Biografia
Fill de pare equatoguineà i mare extremenya, aquest MC destaca per la profunda crítica social que porta a terme en els seus temes. Pertany a la crew "WFN", que significa Wild For da Night(Salvatge a la nit), nom pres de la cançó del mateix nom de Busta Rhymes i de la qual també en pertany Meko.
Entre els seus treballs hi ha el projecte 995 (volums I i II) en col·laboració amb altres rapers espanyols, i ja en solitari "Mi turno", "El nivel sube", "Solo para adultos", el seu disc amb més repercussió mediàtica especialment per temes com "Lola", (el qual li va proporcionar fama fora del cercle del rap), "Cuando Hay Obstáculos ..." i "... Jamás Intentes Negarlo" (les inicials d'aquests dos últims formen el sobrenom Chojinamb el qual el raper es dona a conèixer).
Després d'aquests 7 discs, el Chojin va tornar a publicar una maqueta, "Rap por placer", de distribució gratuïta via Internet.
Al principi de 2005 va editar el seu vuitè LP, titulat "8jin", amb la discogràfica Bombo Records. En aquest disc tracta temes com la professionalitat en el rap o la violència de gènere. La portada d'aquest treball va ser escollida entre gairebé quatre propostes, en un concurs organitzat pel mateix artista a la seva pàgina web.
L'any 2007 va publicar, en solitari, "Striptease", un àlbum en el qual despulla la seva ànima, i les seves inquietuds, jugant amb la ironia i amb la col·laboració de nous i veterans productors, de guitarristes, harmòniques, pianos i un cor gospel.
L'any 2007 El Chojin va escriure i protagonitzar "El Alma d'Alexander Oboé" espectacle teatral per la integració produït per la Casa dels Pobles el qual es presenta al Festival Madrid Sud, i va dur a terme una gira per diferents teatres d'Espanya.
El 23 de desembre de 2008 va obtenir el premi Guinness World Records a l'"MC més ràpid", aconseguint rapejar 921 síl·labes en un minut amb la cançó "Vo-ca-li-za".
L'any següent va publicar de nou una maqueta de distribució gratuïta titulada "Aún Rap Por Placer", composta de sis cançons i una col·laboració dels madrilenys Duo Kie.
El març del 2009 va publicar "Cosas que pasan, que no pasan i que deberían pasar", un àlbum compost de 30 temes, amb col·laboracions molt variades, com la de Locus (Duo Kie), Maika Sitta, la banda de Blues Xarxa House, el còmic El Gran Wyoming, el cantautor Luis Eduardo Aute, Donpa, l'Orquestra de Cambra Clau 1 i Astrid Jones, a més de molts altres en les produccions.
Des del 28 de gener de 2010, El Chojin apareix cada dijous fent un resum de rap sobre les notícies de la setmana, a les notícies de la tarda de La 2.
L'11 de maig de 2010 va publicar juntament amb Francisco Reyes (Pastrone 7) el primer llibre sobre la història del rap a Espanya.

## Estil musical
El Chojin es distingeix dels altres MCs per no utilitzar paraules malsonants en els seus textos. Pretén mostrar com és mitjançant el rap, i predica amb l'exemple del que compta en les seves cançons. En els seus textos es poden trobar freqüents al·lusions a la no-violència (exceptuant la defensa pròpia), en contra de les drogues, l'alcohol i el racisme. Especialment famós es va fer el seu tema "Lola", que promociona l'ús del preservatiu, arribant a ser utilitzat en una campanya de conscienciació sobre anticonceptius de l'Ajuntament de Barcelona.
També Amnistia Internacional va prendre un tema seu (juntament amb Meko i Kraze Negroze) per a la campanya "Ponte en mi piel", una nova prova que El Chojin busca amb el rap conscienciar la societat, en aquest cas sobre el fenomen de la immigració. Amb la sortida de l'àlbum "8jin", Amnistia Internacional va triar el tema "El final del cuento de hadas" per a una campanya en contra de la violència de gènere.
Una de les principals temàtiques que tracta El Chojin en les seves lletres i en la majoria dels seus LPs és la discriminació i el maltractament als immigrants en general. Encara que ell no ho és, ja que es va criar a Espanya, coneix perfectament aquesta problemàtica i ha enarborat en multitud d'ocasions aquesta causa. De fet, tal com reflecteix en els temes "Yo no soy de esos", "Mami el negro está rabioso" o "Cara sucia", ell mateix ha patit aquesta discriminació en pròpia pell a causa del color de la seva pell.
El Chojin, a més de rap, escriu poesia, articles i diferents textos. Mentre acaba i prepara el llançament del seu primer llibre ("98 rimas i 7 leyendas"), col·labora en bandes sonores de pel·lícules com "Tànger". A més, ha creat el que ell mateix defineix com "la primera òpera rap en castellà", un espectacle de teatre amb el nom de "Rimas para todos los públicos".
És un artista que admet que es deu a un 100% al seu públic (mostra d'això és el tema "Fan no, amigo"), i es preocupa de mantenir una línia coherent dins de cada un dels seus discs, fent així dels temes més profunds cançons d'escoltar amenament.

## Discografia

### Amb995
- "995" (2001)
- "995 II" (2002)
- "995 III: Kompetición" (2003)
- "995 II: Kompetición II" (2004)

### En solitari
- 100% = 10.000 (Mi estilo) (Maxi) (Revelde Discos, 1997)
- Mi turno (LP) (Revelde Discos, 1999)
- El nivel sube (LP) (Revelde Discos, 2000)
- Lola (Maxi) (Boa Music, 2001)
- Sólo para adultos" (Boa Music, 2001)
- Cuando Hay Obstáculos... (LP) (Boa Music, 2002)
- ...Jamás Intentes Negarlo (LP) (Boa Music, 2003)
- Rap por placer (Maqueta) (Independiente, 2004)
- 8jin (LP) (Bombo records, 2005)
- Rap positivo (Maxi) (PIAS Spain, 2007)
- Striptease (LP) (Spain, 2007)
- Aún Rap Por Placer (Maqueta) (2008)
- Cosas que pasan, que no pasan y que deberían pasar (LP) (Boa Music), 2009
- El ataque de los que observaban (LP) (2011)
- I.R.A. (Instinto, Razón, Autobiografía) (LP) (2013)
- Energia (LP) (2015)
- Inspiración: La maqueta (LP) (2016)
- Recalculando Ruta (LP) (2017)
- ...Y el Último (LP) (2019)

## Col·laboracions
- El Meswy "Tesis Doctoral" (1997)
- Frank T "Los pájaros no pueden vivir en el agua porque no son peces" (1998)
- Black Bee "La Homilía" (1998)
- Zeta "Hacia el infinito" (1999)
- Zeta "Guateque" (1999)
- Zénit "solo para adultos" (2001)
- Dj Paco aka Dj Jam "69 Studio El Plan Perfecto" (2001)
- Makamersim "Original Dancehall" (2002)
- La Konexión "Destilando stylo" (2003)
- Meko i Kraze "Ak-47" (2003)
- Jefe de la M "Entra el dragón" (2003)
- Bombo Records "Kompetición" (2003)
- Duo Kie "El rap es esto" (2004)
- Meko "Zona de guerra" (2004)
- Bombo Records "K2: Kompetición II" (2004)
- Destroyer "Amor por esto" (2005)
- Lydia "El final del cuento de hadas" (2005)
- Panzers "Resurrección" (2005)
- Sindicato argentino del Hip-hop "Sangre, sudor y furia" (2005)
- Varios "Tiempo de kambio" (2006)
- Black Bee "Génesis" (2006)
- Dlux "Encadenadas"(2007)
- Estado Mental "Ahorrate el psicologo"(2007)
- Duo Kie"21 Centímetros"(2008)
- Nach "Hemos creado un monstruo"
- Morodo, Meko, Ose & Black Bee "Estoy cansao"
- Malafama squad "Hablo Rap" (2008)
- Zaise "No duermo" (2010)
- Say & Frost "Legendarios" (2010, disc de Say "El Elegido")
- Frost "2 Legendarios"(2010, disc de Frost "En Estado Libre")